# 日産エンジン博物館
日産エンジン博物館（にっさんエンジンはくぶつかん、英語：Nissan Engine Museum）は日産自動車が運営する自動車に関する博物館。

## 概要
2003年4月に開館。場所は神奈川県横浜市神奈川区の日産自動車横浜工場A1地区構内のゲストホール1階にある。日産のエンジンを28台展示しているほか、エンジンとその搭載車を展示する企画展示を行っている（年に2回入れ替え）。
エンジン博物館のある日産自動車横浜工場ゲストホールは、1934年に建てられ、1968年に本社が銀座に移転するまで日産の本社として使用されていたもので、横浜市の歴史的建造物の認定を受けている。
ゲストホール2階は日産の技術や歴史を紹介するコーナーとなっている。

## 展示物
- 訪問時点での最新の日産車
- 日産のエンジン
- ダットサン15型ロードスター
- ダットサントラック220型